# Wappersdorf (Mühlhausen)

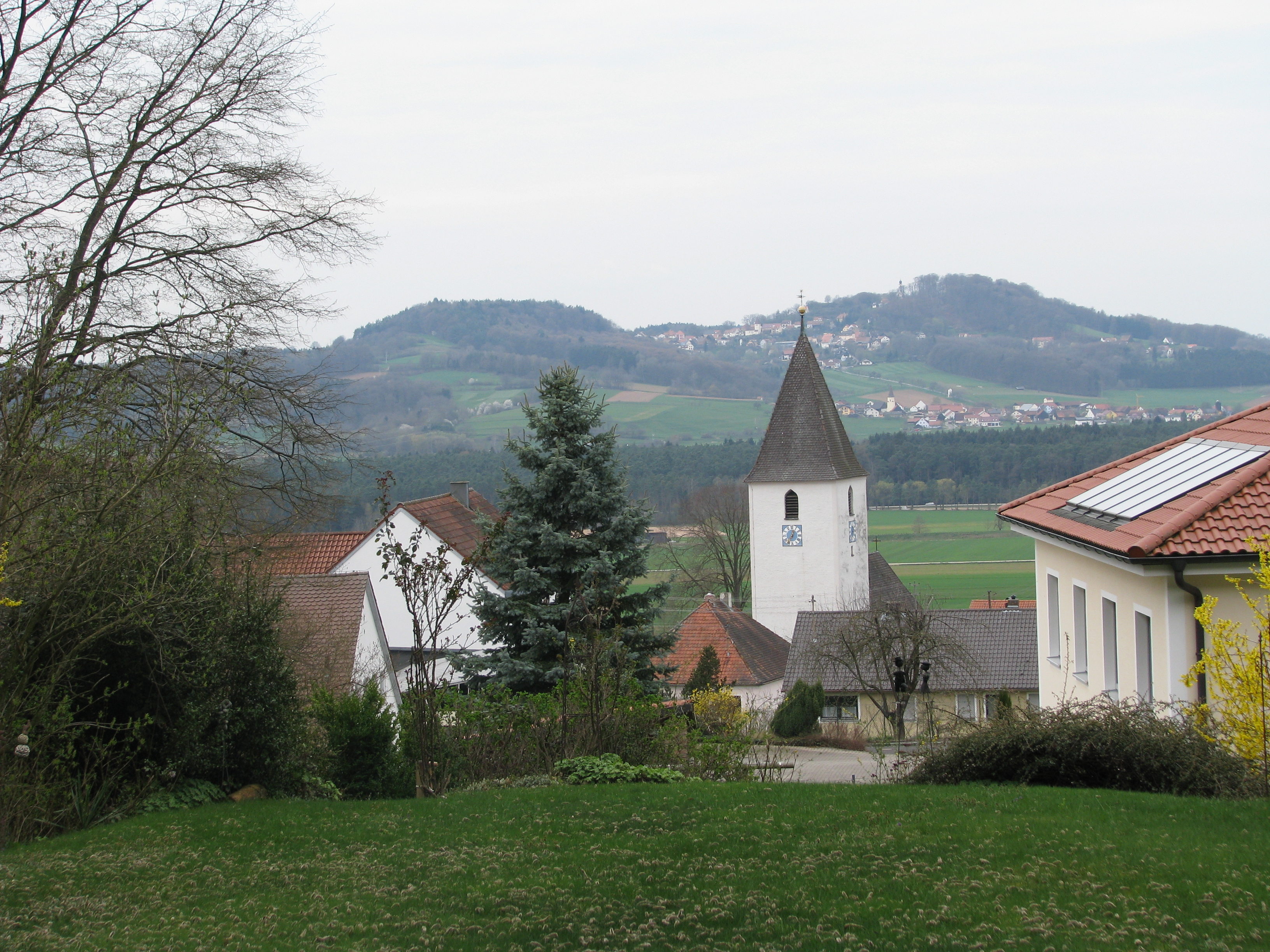
Blick von Osten auf die Kirche und den Sulzbürger Zeugenberg

Wappersdorf ist ein Gemeindeteil der Gemeinde Mühlhausen im Landkreis Neumarkt in der Oberpfalz und eine ehemalige Gemeinde.

## Lage
Das Kirchdorf Wappersdorf liegt am Fuße des Oberpfälzer Jura auf ca. 449 m ü. NHN östlich des Ludwig-Donau-Main-Kanals. Oberhalb des Ortes liegt im Wald die Burgruine Schweppermann, von der nur noch Gräben sichtbar sind.

## Geschichte
Die von F. X. Buchner 1937 erwähnte Notiz legt nahe, dass von 1130 bis 1805 Adelige in Wappersdorf sitzen. Das lässt sich so aber nicht nachweisen. Die wenigen Schriftquellen legen nahe, dass hier auf dem Burgstall östlich oberhalb der Dorfes ein kleiner Adelssitz (Burg) der Wappersdorfer bestand, der den Aufstieg der Straße von Sulzbürg auf den Jura nach Döllwang und in das Tal der Weißen Laaber zu sichern hatte.
Als 1249 das königliche Dienstmannengeschlecht der Wolfsteiner zu Sulzbürg das (bis 1576 bestehende) Zisterzienserinnenkloster Seligenporten gründete und zu seiner Familiengrablege bestimmte, gehörte zu den Fundationsgütern aus dem Eigenbesitz der Wolfsteiner auch ein Hof zu „Wiprehsdorf“ und der Zehent. In dem Stiftungsbrief wird auch der erste Inhaber von Wappersdorf genannt, der Wolfsteinsche Vasall Rudolf von „Wepretsdorf“. Nach 1260 scheint seine Familie ausgestorben zu sein.
Seit 1336 sind die Wolfsteiner Ministerialen Hofen von Hofen in Wappersdorf als Grundherren nachweisbar, einen Wohnsitz hatten sie hier jedoch erst nachweisbar von 1424 bis 1438. Von 1518 bis 1618 besaßen die Reicharter von Bechthal das Landsassengut Wappersdorf unter der Hoheit der Kurpfalz. 
Die Schweppermänner auf ihrer nahen Burg waren dagegen in Wappersdorf nicht begütert. 1403 zählten Güter zu Wappersdorf beim Verkauf der Veste Niedersulzbürg durch Schweiker von Gundelfingen an die Wolfsteiner zu den Zugehörungen dieser Burg. Die Pfarrei Wappersdorf (St. Johannes Ev.) ist in einem Eichstätter Visitationsbericht von 1480 genannt; das Präsentationsrecht besaßen die Wolfsteiner. 1488 wurde eine Kapelle St. Barbara in Wappersdorf konsekriert; es könnte eine Schlosskapelle gewesen sein.
Nach Kompetenzstreitigkeiten der kurpfälzischen Schultheißen von Neumarkt mit den Wolfsteinern entschied 1528 das Reichskammergericht, bestätigt durch Kaiser Karl V., dass „alle Fraisch“ zu Wappersdorf, Weihersdorf und Wangen den Wolfsteinern zusteht. 1542 wurde durch die Kurpfalz die Reformation auch in Wappersdorf eingeführt; 1580 beginnen die Matrikel der Pfarrei. Wahrscheinlich wegen der Religionsveränderung zogen sich die Reicharter 1618 aus Wappersdorf zurück, die Ehrenreiter nahmen den Wolfsteiner Besitz ein, danach der Gugel, der 1634 an der Pest starb, ab 1683 der Dunzler, Pfleger zu Pfaffenhofen. 1625 wurde das Dorf im Zuge der Gegenreformation unter Kurfürst Maximilian von Bayern wieder katholisch. 1629 wurde in einem Visitationsakt erwähnt, dass die Kapelle St. Stephan bei Wappersdorf verfallen sei; 1910 wurden von ihr noch Spuren im Wald festgestellt. Im Dreißigjährigen Krieg brannte 1648 das Pfarrhaus ab und wurde 1701 wiedererrichtet (1804 wohnte darin ein Bäcker). Infolge des Krieges lag auch ein Hof des Seligenportischen Kastenamtes zu Neumarkt öd, wie ein Salbuch von 1656 ausweist. 1698 erwarb Christof Kastner von den Erben Dunzlers dessen Besitz und erbaute 1697 das Schloß (neu?).
Doch schon bald nach seinem Tod (+1718, Grabstein in der Kirche) sitzt dort 1718 Franz Xaver Seger, 1740 Anton Rohrer zu Pollanten, 1747 Johann Karl von Freistatt; unter Lukas Karl von Freistatt wurde die Landsassenfreiheit 1808 vom Königreich Bayern schließlich eingezogen. Das Landsassengut bestand laut einem Steuerbuch von 1774 lediglich aus dem Schloss zu Wappersdorf und zwei Viertelhöfen.
Laut einem Inventarverzeichnis von 1658, angefertigt beim Tod von Georg Albrecht von Wolfstein zu Obersulzbürg und zu Pyrbaum, gehörten mit dem Hirtenhaus zehn „Mannschaften“ von Wappersdorf den Wolfsteinern, die auf diese Güter die niedere Gerichtsbarkeit, nicht aber die Hochgerichtsbarkeit besaßen. 1668 kauften die Wolfsteiner das Holz oberhalb von Wappersdorf, „insgemein der Burgerschlag genant“.
1710 wird eine Schule in Wappersdorf erwähnt; 1874 wurde ein Schulhaus erbaut, das 1914 um einen Schulsaal erweitert wurde. Der Lehrer versah den Organistendienst gegen Nutzungsrecht des halben Schulgartens (so 1921).
Als die Wolfsteiner 1740 ausstarben, erwarb der bayerische Kurfürst deren Besitz, darunter auch Wappersdorf, wo zu dieser Zeit neun Wolfsteiner Untertanen ihre Höfe hatten.
Am Ende des Alten Reiches, um 1800, bestand Wappersdorf aus 17 Höfen dreier Grundbesitzer, die die niedere Gerichtsbarkeit über ihre jeweiligen Güter ausübten: Der Unteren Hofmark Berngau gehörten 14 Höfe (davon einer des Spitals Neumarkt), dem Klosterrichteramt Gnadenberg der frühere Seligenportische Hof und das Landsassengut mit dem Schloss und den zwei Viertelhöfen. Hochgerichtlich unterstand Wappersdorf dem herzoglich-bayerischen Schultheißenamt Neumarkt. Auch gab es ein gemeindliche Hirtenhaus.
Im Königreich Bayern wurde um 1810 der Steuerdistrikt Döllwang gebildet, dem Döllwang selber, Greißelbach, Wangen, Weihersdorf und Wappersdorf zugeordnet waren. Mit dem Gemeindeedikt von 1818 entstanden zwei Ruralgemeinden, nämlich Döllwang und Wappersdorf. Das Dorf Wappersdorf bestand 1836 aus 30 Häusern, einer Filialkirche und einem Wirtshaus. Die Gemeinde Wappersdorf umfasste zunächst die Dörfer Wappersdorf und Weihersdorf, um 1900 zusätzlich Herrenau. Um 1900 war sie circa 622 Hektar groß; es wurden in den drei Gemeindeteilen drei Pferde, 336 Stück Rindvieh, 197 Schafe, 250 Schweine und sieben Ziegen gehalten. Um 1937 bestand die Gemeinde aus den fünf Orten Wappersdorf, Weihersdorf (kirchlich eine Filiale von Wappersdorf), Kanalschleuse 28, Kanalschleuse 29 und Herrenau. Vor der Gebietsreform waren als vier weitere Gemeindeteile Greißelbach und Wangen (beide aus der Gemeinde Döllwang), Kanalschleuse 30 und die Wappersdorf-Siedlung hinzugekommen; das Gemeindegebiet war damit auf circa 1048 Hektar angewachsen.
Die Gemeinde Wappersdorf wurde im Zuge der Gebietsreform in Bayern am 1. Januar 1974 nach Mühlhausen eingemeindet. Noch vor der Eingemeindung hatte Wappersdorf in den 1960er Jahren ein eigenes Baugebiet ausgewiesen, die „Neusiedlung“ Wappersdorf, die in der Gemeinde Mühlhausen einen eigener Gemeindeteil ist. 1970 hatte Wappersdorf-Siedlung mit 184 Einwohnern bereits mehr Einwohner als das Dorf Wappersdorf selbst (143 Einwohner).

### Einwohnerzahlen des Dorfes Wappersdorf
- 1830: 140 (32 Häuser)[22]
- 1836: 159 (31 Häuser)[23]
- 1861: 145 (65 Gebäude, 1 Kirche)[24]
- 1871: 148 (81 Gebäude; Großvieh: 5 Pferde, 142 Rinder)[25]
- 1900: 152 (32 Wohngebäude)[19]
- 1937: 150 (nur Katholiken)[26]
- 1961: 151 (34 Wohngebäude)[20]
- 1970: 143[21]
- 1987: 146 (39 Wohngebäude, 41 Wohnungen)[27]

### Einwohnerzahlen der Gemeinde Wappersdorf
- 1861: 278 (130 Gebäude; 2 Orte: Wappersdorf und Weihersdorf)[24]
- 1871: 278 (275 Katholiken, 3 Protestanten; Großvieh: 7 Pferde, 327 Rinder, 367 Schafe, 142 Schweine, 3 Ziegen; 172 Gebäude, 64 Wohngebäude; 2 Orte wie 1867)[25]
- 1900: 300 (293 Katholiken, 7 Protestanten; Großvieh: 3 Pferde, 336 Rinder, 197 Schafe, 250 Schweine, 7 Ziegen; 62 Wohngebäude; 3 Orte: Wappersdorf, Weihersdorf und Herrenau)[19]
- 1961: 619 (132 Wohngebäude) (9 Ortsteile)[20]

## Katholische Filialkirche St. Johannes Evangelist
Das Kirchenschiff der Expositurkirche (so 1937) Wappersdorf der Pfarrei Döllwang, heute Filiale der Pfarrei St. Joseph zu Wappersdorf-Mühlhausen, hat die Maße 15 m × 5,60 m. 1704 fertigte der Dietfurter Maler Franz Widtmann die Altarbilder St. Rochus und St. Sebastian. 1713 stiftete Freifrau M. Elisabeth Kastner (geb. von Boippé) zu Wappersdorf für die Kirche eine Statue des St. Johannes Nepomuk. 1883/84 und 1924 kamen neue Glocken in den Turm; 1937 hingen dort drei Glocken. Der Friedhof wurde 1897 erweitert. 1910/11 kam eine neue Orgel mit fünf Registern des Deggendorfer Orgelbauers Ludwig Edenhofer in die Kirche. 1921 wurde die Expositur Wappersdorf nach ministerieller Genehmigung oberhirtlich errichtet und ein Expositurhaus angekauft.

## Baudenkmäler

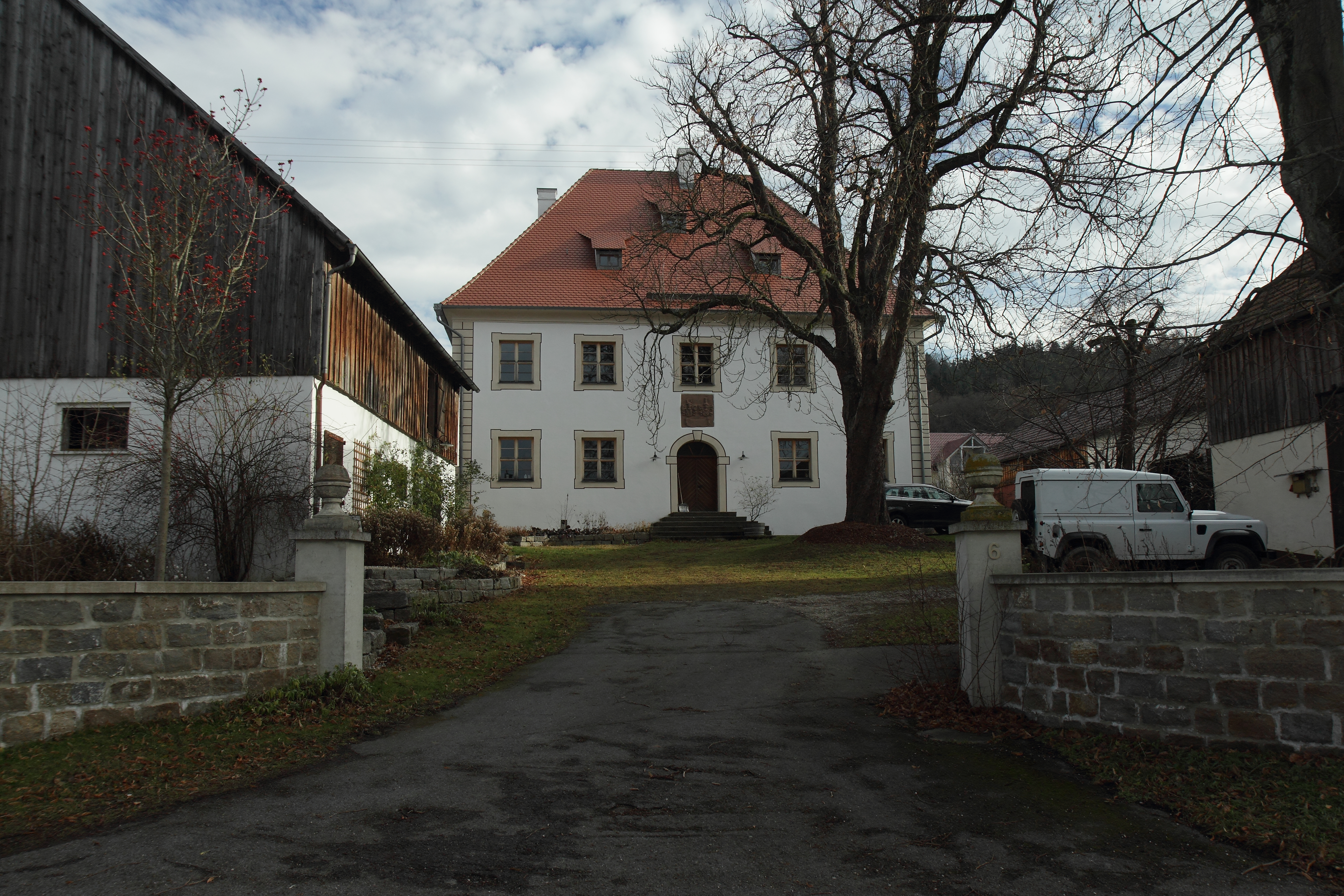
Das Schloss zu Wappersdorf

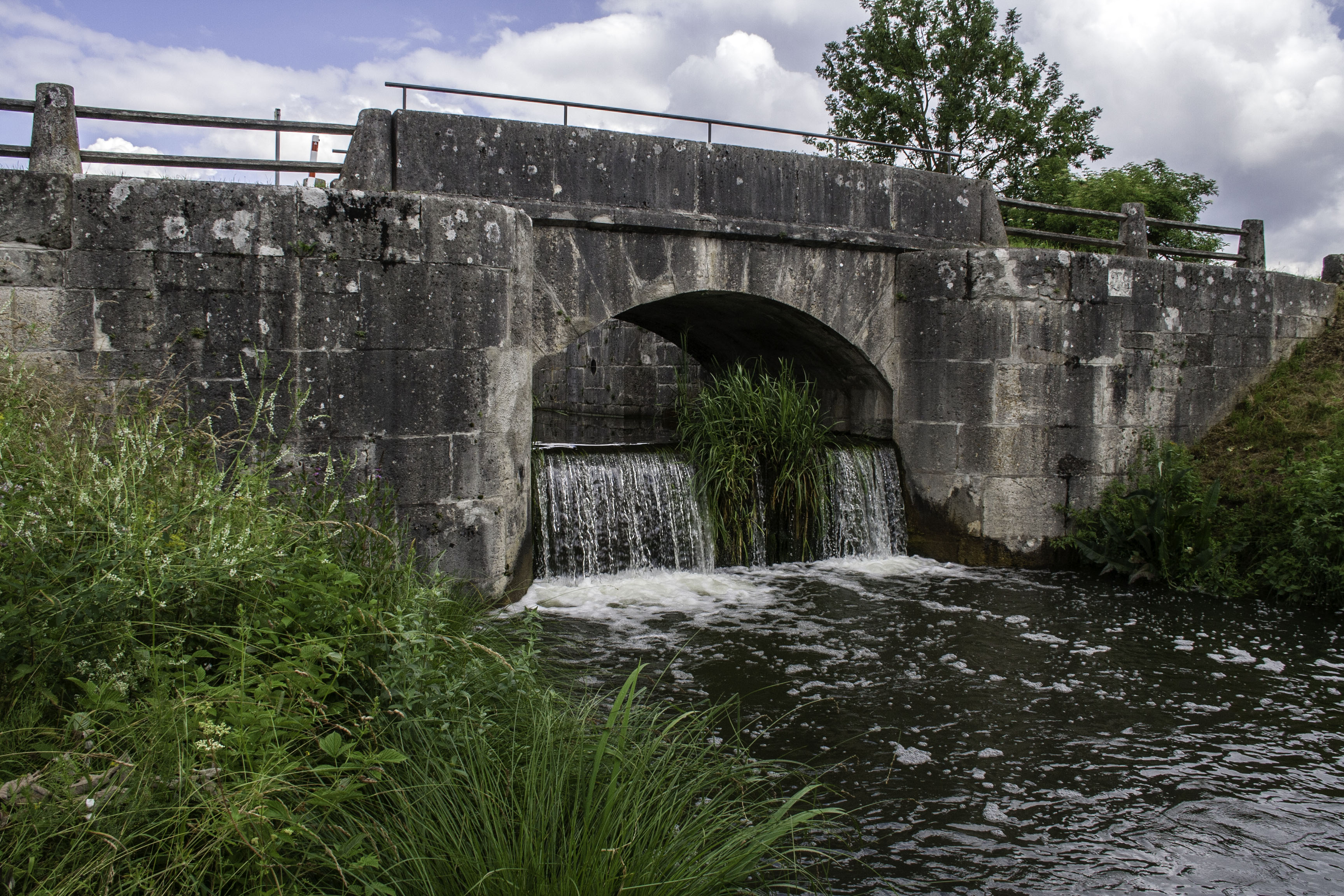
Schleuse 28 des „Ludwigkanals“

Als solche gelten neben der Kirche die Schleusen 26 bis 29 des Ludwig-Donau-Main-Kanals beziehungsweise der ganze Kanal auf Wappersdorfer Areal, und das Schloss, ein zweigeschossiger Walmdachbau aus dem Ende des 17. Jahrhunderts.

## Vereine
- Freiwillige Feuerwehr Wappersdorf
- Katholische Arbeitnehmer-Bewegung (KAB) Wappersdorf-Mühlhausen
- Soldaten- und Kriegerkameradschaft (SKK) Wappersdorf
- Obst- und Gartenbauverein (OGV) Wappersdorf
- Schützenverein Wappersdorf

## Verkehrsanbindung
Der Ort ist von Norden herüber eine Abzweigung von der Staatsstraße 2220 in Greißelbach und von Süden her über eine Abzweigung von der Bundesstraße 299 in Mühlhausen zu erreichen. Außerdem führt vom nördlichen Rand der Wappersdorf-Siedlung eine Straße über den Kanal in nordöstlicher Richtung nach Wappersdorf.

## Söhne und Töchter des Ortes
- Adam Hirschmann (1856–1933), Geistlicher und Diözesanhistoriker